# Середенка
Середенка — река в России, протекает по Солигаличскому району Костромской области. Устье реки находится в 13 км по левому берегу реки Вёкса. Длина реки составляет 19 км, площадь водосборного бассейна — 37,5 км².
Исток реки в лесах у деревни Пронино на Галичской возвышенности в 26 км к югу от Солигалича. Река течёт на север, затем на северо-восток. В верхнем течении на реке несколько небольших деревень, в нижнем — деревни Карпово и Ерюгино. Впадает в Вёксу ниже деревни Ерюгино.

## Данные водного реестра
По данным государственного водного реестра России, относится к Верхневолжскому бассейновому округу, водохозяйственный участок реки — Кострома от истока до водомерного поста у деревни Исады, речной подбассейн реки — Волга ниже Рыбинского водохранилища до впадения Оки. Речной бассейн реки — Верхняя Волга до Куйбышевского водохранилища (без бассейна Оки).
Код объекта в государственном водном реестре — 08010300112110000011789.